# Bellyache (пісня Біллі Айліш)
«Bellyache» — пісня американської співачки Біллі Айліш з її дебютного мініальбому Don't Smile at Me (2017). Трек був випущений як другий сингл з мініальбому 24 лютого 2017 року на Darkroom та Interscope Records. Ремікс дуету Marian Hill був випущений 5 травня 2017 року.
Лірично пісня написана з погляду вбивці-психопата. Пісню супроводжував кліп, який вийшов 22 березня 2017 року. 
Попри те, що пісня «Bellyache» не увійшла до американського чарту Billboard Hot 100, вона посіла третє місце в американському чарті Bubbling Under Hot 100 й знаходилася там протягом 32 тижнів поспіль. Трек увійшов до сотні найкращих в чартах Австралії, Канади, Ірландії, Португалії та Шотландії. Пісня отримала в основному позитивні відгуки від музичних критиків.

## Запис
«Bellyache» було випущено 24 лютого 2017 року як другий сингл з дебютного мініальбому Айліш Don’t Smile at Me на Darkroom та Interscope Records. Трек був написаний Айліш та її братом Фіннеасом О'Коннелом, відомим під своїм сценічним псевдонімом FINNEAS. Мастерингом і зведенням займалися Джон Грінхем і Роб Кінельскі. 
У грудні 2021 року американська реперка Doja Cat розповіла, що Біллі Айліш попросила її взяти участь у роботі над треком на ранніх стадіях розробки, але вона відмовилася, оскільки на той час переживала творчу кризу. В інтерв'ю Teen Vogue Айліш заявила, що пісня «Garbage» (2013) американського репера Tyler, The Creator була найбільшим натхненням для написання власного треку.
Ремікс пісні був створений американським авторським дуетом Marian Hill і був випущений 5 травня 2017 року для цифрового завантаження. 

## Комерційне сприйняття
У комерційному плані «Bellyache» не увійшов до американського Billboard Hot 100, але йому вдалося посісти третє місце в американському чарті Bubbling Under Hot 100, провівши там 32 тижні. У чарті US Alternative Digital Song Sales трек посів 11 місце й отримав подвійну платинову сертифікацію Американської асоціації індустрії звукозапису (RIAA). Пісня мала більший успіх за межами США. В Австралії «Bellyache» досяг 66 місця в чарті синглів ARIA Singles Chart. У Сполученому Королівстві трек посів 79 позицію в UK Singles Chart й отримав золотий сертифікат від Британської асоціації виробників фонограм. В Канаді пісня посіла 65 місце в Canadian Hot 100 і отримала платиновий сертифікат від Music Canada (MC).

## Музичне відео
Музичне відео було завантажено на канал Айліш на YouTube 22 березня 2017 року, режисерами якого були Майлз та Ей Джей.  Відео було позитивно сприйняте критиками. Сідні Гор порівняла зовнішній вигляд Айліш із виглядом Уми Турман в американському фільмі «Вбити Білла» 2003 року. Де Елізабет з Teen Vogue сказала, що відео «безумовно викликає відчуття літа», і що воно «змусить вас захотіти знайти свій найкращий комбінезон і вийти на вулицю». 
Нейт Сандерс виставив на аукціоні майже ідентичні до вбрання Айліш у музичному відео жовтий дощовик і куртку за 12 000 доларів. Замість «X» на правому плечі костюма друкованими літерами написане повне ім’я Айліш, а на передній частині комбінезона —  її прізвище курсивом. 

## Учасники запису
- Біллі Айліш – вокал, авторка пісні.
- Фіннеас О'Коннелл – автор пісні, продюсер.
- Джон Грінхем – мастеринг.
- Роб Кінельскі – міксинг.